# Рационалан број
У математици, рационалан број (понекад у разговору употребљавамо разломак) је број који се може записати као однос два цела броја a/b, где b није нула. На пример, −3/7 је рационалан број, као и сваки цео број (нпр. 5 = 5/1). Скуп свих рационалних бројева, који се такође називају „рационалним” вредностима, поље рационалних вредности или поље рационалних бројева обично се означава подебљаним Q (или {\displaystyle \mathbb {Q} }, уникод вредношћу U+1D410 𝐐 mathematical bold capital q или U+211A ℚ double-struck capital q); како га је 1895. означио Ђузепе Пеано по речи quoziente, што је италијански за „квоцијент“, а први пут се појавио у Бурбакијевој Алгебри.
Сваки рационалан број може бити написан на бесконачан број начина, на пример {\displaystyle {\frac {3}{6}}={\frac {2}{4}}={\frac {1}{2}}}. Најједноставнији облик је када бројилац и именилац немају заједничког делитеља (узајамно су прости), а сваки рационалан број различит од нуле има тачно једну једноставну форму са позитивним имениоцем. Рационални бројеви имају децимални развој са периодичним понављањем група цифара. Овде се рачуна и случај када нема децимала или када се од неког места 0 понавља бесконачно. Ово је истинито за сваку целобројну основу већу од 1. Другим речима, ако је развој исписа неког броја у некој бројној основи периодичан, он је периодичан у свим основама, а број је рационалан. Реалан број који није рационалан се зове ирационалан. Скуп свих рационалних бројева, који чине поље, означава се са {\displaystyle \mathbb {Q} }. Користећи скуповну нотацију {\displaystyle \mathbb {Q} } се дефинише као: {\displaystyle \mathbb {Q} =\left\{{\frac {m}{n}}:m\in \mathbb {Z} ,n\in \mathbb {Z} ,n\neq 0\right\},} где је {\displaystyle \mathbb {Z} } скуп целих бројева.
Децимално проширење рационалног броја се било завршава након коначног броја цифара (пример: 3/4 = 0.75), или на крају почиње да се понавља исти коначни низ цифара изнова и изнова (пример: 9/44 = 0.20454545...). Насупрот томе, свака децимала која се понавља или завршава представља рационалан број. Ови искази су тачни у бази 10, и у свакој другој целобројној бази (на пример, бинарној или хексадецималној).
Реалан број који није рационалан назива се ирационалан. Ирационални бројеви укључују √2, π, , и φ. Децимално проширење ирационалног броја се наставља без понављања. Пошто је скуп рационалних бројева пребројив, а скуп реалних небројив, и скоро сви реални бројеви су ирационални.
Рационални бројеви се могу формално дефинисати као класе еквиваленције парова целих бројева (p, q) са q ≠ 0, користећи релацију еквиваленције дефинисану на следећи начин:
{\displaystyle \left(p_{1},q_{1}\right)\sim \left(p_{2},q_{2}\right)\iff p_{1}q_{2}=p_{2}q_{1}.}
Разломак p/q тада означава класу еквиваленције (p, q).
Рационални бројеви заједно са сабирањем и множењем чине поље које садржи целе бројеве и налази се у било ком пољу које садржи целе бројеве. Другим речима, поље рационалних бројева је просто поље, а поље има карактеристику нула ако и само ако садржи рационалне бројеве као потпоље. Коначна проширења Q називају се поља алгебарских бројева, а алгебарско затварање Q је поље алгебарских бројева.

## Етимологија
Иако се данас рационални бројеви дефинишу у виду односа, термин рационалан није изведен и речи ratio. Напротив, то је однос који је изведен из рационалног. Прва употреба речи ratio са његовим савременим значењем је посведочена на енглеском око 1660. године, док се употреба речи rational за квалификационе бројеве појавила скоро век раније, 1570. године. Ово значење рационалног потиче од математичког значења ирационалног, које је први пут коришћено 1551. године, а коришћено је у „преводима Еуклида (следећи његову особену употребу ἄλογος)“.
Ова необична историја потиче од чињенице да су стари Грци „избегли јерес тако што су себи забранили да мисле о тим [ирационалним] дужинама као бројевима“. Дакле, такве дужине су биле ирационалне, у смислу нелогичног, о чему се „не говори“ (ἄλογος на грчком).

## Аритметика
Два рационална броја (разломка) {\displaystyle {\frac {a}{b}}} и {\displaystyle {\frac {c}{d}}} су једнаки ако и само ако важи {\displaystyle ad=bc\,}.
Два рационална броја се сабирају на следећи начин
{\displaystyle {\frac {a}{b}}+{\frac {c}{d}}={\frac {ad+bc}{bd}}}
Правило множења гласи
{\displaystyle {\frac {a}{b}}\cdot {\frac {c}{d}}={\frac {ac}{bd}}}
Адитивни и мултипликативни инверзни елемент постоји код рационалних бројева
{\displaystyle -\left({\frac {a}{b}}\right)={\frac {-a}{b}}={\frac {a}{-b}}\qquad \,} и {\displaystyle \qquad \left({\frac {a}{b}}\right)^{-1}={\frac {b}{a}}} ако је {\displaystyle a\neq 0\,}
Следи да је количник два разломка дат са 
{\displaystyle {\frac {a}{b}}\div {\frac {c}{d}}={\frac {ad}{bc}}}

## Египатски разломци
Сваки позитивни рационални број може бити представљен као збир различитих јединичних разломака, као што је
{\displaystyle {\frac {5}{7}}={\frac {1}{2}}+{\frac {1}{6}}+{\frac {1}{21}}.}
За сваки позитивни рационални број постоји бесконачно много начина да се број овако представи и то се зову египатски разломци. Код старих Египћана је овакав начин представљања био основа за све математичке радње.

## Формална конструкција
Рационални бројеви се могу формирати као класе еквиваленције уређених парова целих бројева.
Тачније, нека (Z × (Z \ {0})) буде скуп парова (m, n) целих бројева таквих да n ≠ 0. Релација еквиваленције је дефинисана на овом скупу са
{\displaystyle \left(m_{1},n_{1}\right)\sim \left(m_{2},n_{2}\right)\iff m_{1}n_{2}=m_{2}n_{1}.}
Сабирање и множење се могу дефинисати следећим правилима:
{\displaystyle \left(m_{1},n_{1}\right)+\left(m_{2},n_{2}\right)\equiv \left(m_{1}n_{2}+n_{1}m_{2},n_{1}n_{2}\right),}
{\displaystyle \left(m_{1},n_{1}\right)\times \left(m_{2},n_{2}\right)\equiv \left(m_{1}m_{2},n_{1}n_{2}\right).}
Ова релација еквиваленције је релација конгруенције, што значи да је компатибилна са сабирањем и множењем дефинисаним горе; скуп рационалних бројева Q је дефинисан као количнички сет успостављен овом релацијом еквиваленције, (Z × (Z \ {0})) / ~, опремљен сабирањем и множењем изазваним горњим операцијама. (Ова конструкција се може извести са било којим интегралним доменом и производи његово поље разломака.)
Класа еквиваленције пара (m, n) означава се m/n. Два пара (m1, n1) и (m2, n2) припадају истој класи еквиваленције (то јест, еквивалентни су) ако и само ако је m1n2 = m2n1. То значи да је m1/n1 = m2/n2 ако и само ако је m1n2 = m2n1.
Свака класа еквиваленције m/n може бити представљена са бесконачно много парова, пошто
{\displaystyle \cdots ={\frac {-2m}{-2n}}={\frac {-m}{-n}}={\frac {m}{n}}={\frac {2m}{2n}}=\cdots .}
Свака класа еквиваленције садржи јединствени канонски репрезентативни елемент. Канонски представник је јединствени пар (m, n) у класи еквиваленције тако да су m и n међусобно прости, а n > 0. Ово се назива репрезентација у најнижим терминима рационалног броја.
Цели бројеви се могу сматрати рационалним бројевима који идентификују цео број n са рационалним бројем n/1.
Тотални ред се може дефинисати на рационалним бројевима, што проширује природни ред целих бројева. Постоји
{\displaystyle {\frac {m_{1}}{n_{1}}}\leq {\frac {m_{2}}{n_{2}}}}
ако
{\displaystyle (n_{1}n_{2}>0\quad {\text{and}}\quad m_{1}n_{2}\leq n_{1}m_{2})\qquad {\text{или}}\qquad (n_{1}n_{2}<0\quad {\text{and}}\quad m_{1}n_{2}\geq n_{1}m_{2}).}